# Irving Kristol

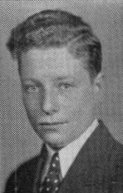
Irving Kristol in 1936

Irving Kristol (Brooklyn, 22 januari 1920 – Washington D.C., 18 september 2009) was een Amerikaans publicist die beschouwd wordt als de grondlegger van het Amerikaans neoconservatisme.
Kristol werd geboren in een orthodox-joods gezin, afkomstig uit Oekraïne. Na zijn studie geschiedenis werd hij lid van de Vierde Internationale van Leon Trotski. 
Hij brak na de Tweede Wereldoorlog met het trotskisme en werd liberal. Van 1947 tot 1952 was hij uitgever van Commentary en vervolgens van 1953 tot 1958 van het Britse tijdschrift Encounter, dat in het geheim werd gefinancierd door de CIA via het "Congres voor de vrijheid van cultuur" en zich bezighield met politieke en culturele onderwerpen.
Bij de opkomst in de jaren '60 van "new left" nam hij afstand van de progressieve ideologie. Hij was mede-uitgever van The Public Interest sinds de stichting in 1965 (eerst samen met Daniel Bell, vervolgens met Nathan Glazer) en publiceerde The National Interest sinds de oprichting in 1985 tot 2001. Irving Kristol gebruikte deze publicaties om het neoconservatisme te ondersteunen.
Kristol was hoogleraar sociologie aan de Universiteit van New York, gespecialiseerd in de domeinen opvoeding en sociale politiek. Hij was gehuwd met de historica Gertrude Himmelfarb, en was de vader van William Kristol, de hoofdredacteur van het neoconservatieve weekblad The Weekly Standard. Hij overleed op 89-jarige leeftijd aan longkanker.

## Werken
- The Neoconservative Persuasion: Selected Essays, 1942-2009 2011 (ISBN 0465022235; ISBN 978-0465022236)
- Neoconservatism: The Autobiography of an Idea 1995 (ISBN 0-02-874021-1)
- Reflections of a Neoconservative: Looking Back, Looking Ahead 1983 (ISBN 0-465-06872-3)
- Two Cheers for Capitalism 1978 (ISBN 0-465-08803-1)
- On the Democratic Idea in America
- The American Revolution as a successful revolution (Distinguished lecture series on the Bicentennial) 1973 (ISBN 0-8447-1300-7)
- Democracy does not guarantee equality of conditions - it only guarantees equality of opportunity.

- Biblioteca Nacional de España: XX990158
- Bibliothèque nationale de France: cb12439820r (data)
- CiNii: DA00435375
- Gemeinsame Normdatei: 119308134
- International Standard Name Identifier: 0000 0001 2282 4527
- Library of Congress Control Number: n50045985
- National Archives and Records Administration: 10581118
- Bibliotheek van het Japanse parlement: 00446368
- Nationale Bibliotheek van Tsjechië: js20050627007
- Nationale Bibliotheek van Israël: 987007275803705171
- Nederlandse Thesaurus van Auteursnamen: 069424144
- SNAC: w68h98x9
- Système universitaire de documentation: 033540551
- Trove: 896686
- Virtual International Authority File: 84235560
- WorldCat: E39PBJgXbBJdWQr8gYqhvPX8G3